# 尼克拉斯·安德森
尼克拉斯·安德森（Niklas Andersen，1988年8月4日—）是一位德國的已退役足球運動員，父親是挪威名宿兼教練安達臣。出生在德國法蘭克福。目前他效力於德甲球隊雲達不萊梅。他曾在漢堡、法蘭克福和沙爾克04接受青訓。在2008-09賽季，安德森轉會到不萊梅，並簽訂了一份到2012年6月30日的合同。